# Nissan C80
Der Nissan C80 war ein Lkw, den Nissan als Ergänzung oberhalb des Nissan Caball und unterhalb des Nissan 680 von 1966 bis 1976 produzierte. Abgelöst wurde er durch den neuen Nissan Caball#Nissan Caball C340 1976–1982.

## Modellhistorie
Mit dem C80 mit 2,5–4,5 Tonnen Nutzlast füllte Nissan die Lücke zwischen dem Caball (bis 2 Tonnen-) und dem 680 (ab 5 Tonnen Nutzlast). Beim C80 handelte es sich um einen Frontlenker mit einem unter den Sitzen montierten Unterflurmotor.
Das Design entsprach dem Caball C240, jedoch gab es den C80 im Gegensatz zum Caball nur als Fahrgestell mit Führerhaus für Aufbauten und Pritschenwagen. Im Export wurde der C80 teilweise auch als Caball vermarktet.
Als Antrieb fungierte der Nissan Benzinmotor H30, der auch im Nissan President verbaut wurde, und der Nissan SD33 Dieselmotor. Die Kraftübertragung erfolgte mittels Kardanwelle auf die Hinterachse über ein synchronisiertes 4-Gang-Schaltgetriebe, optional auch mit 5 Vorwärtsgängen. Der C80 war, ebenso wie der Caball, ein großer kommerzieller Erfolg für Nissan. Das Nachfolgemodell Caball C340 wurde von Beginn an auf eine Nutzlast bis 4 Tonnen entwickelt und wurde als Datsun Cabstar auch in Europa angeboten.

## Technische Daten

### Motoren
- 2974-cm³-Sechszylinder-Ottomotor mit hängenden Ventilen
  - 120 PS (88 kW) Leistung bei 4400/min
  - Höchstgeschwindigkeit 110 km/h
  - Bohrung und Hub 87×83 mm
  - Verdichtungsverhältnis 8,2 : 1
  - Hitachi Doppelvergaser VCB-42-1

- 3246-cm³-Sechszylinder-Dieselmotor
  - 98 PS (72 kW) Leistung

### Karosseriedaten
- Länge: 6115 mm
- Breite: 2115 mm
- Höhe: 2140 mm
- Leermasse: 2495 kg